# Национально-радикальный лагерь (1993)

Фаланга — символ Национально-радикального лагеря

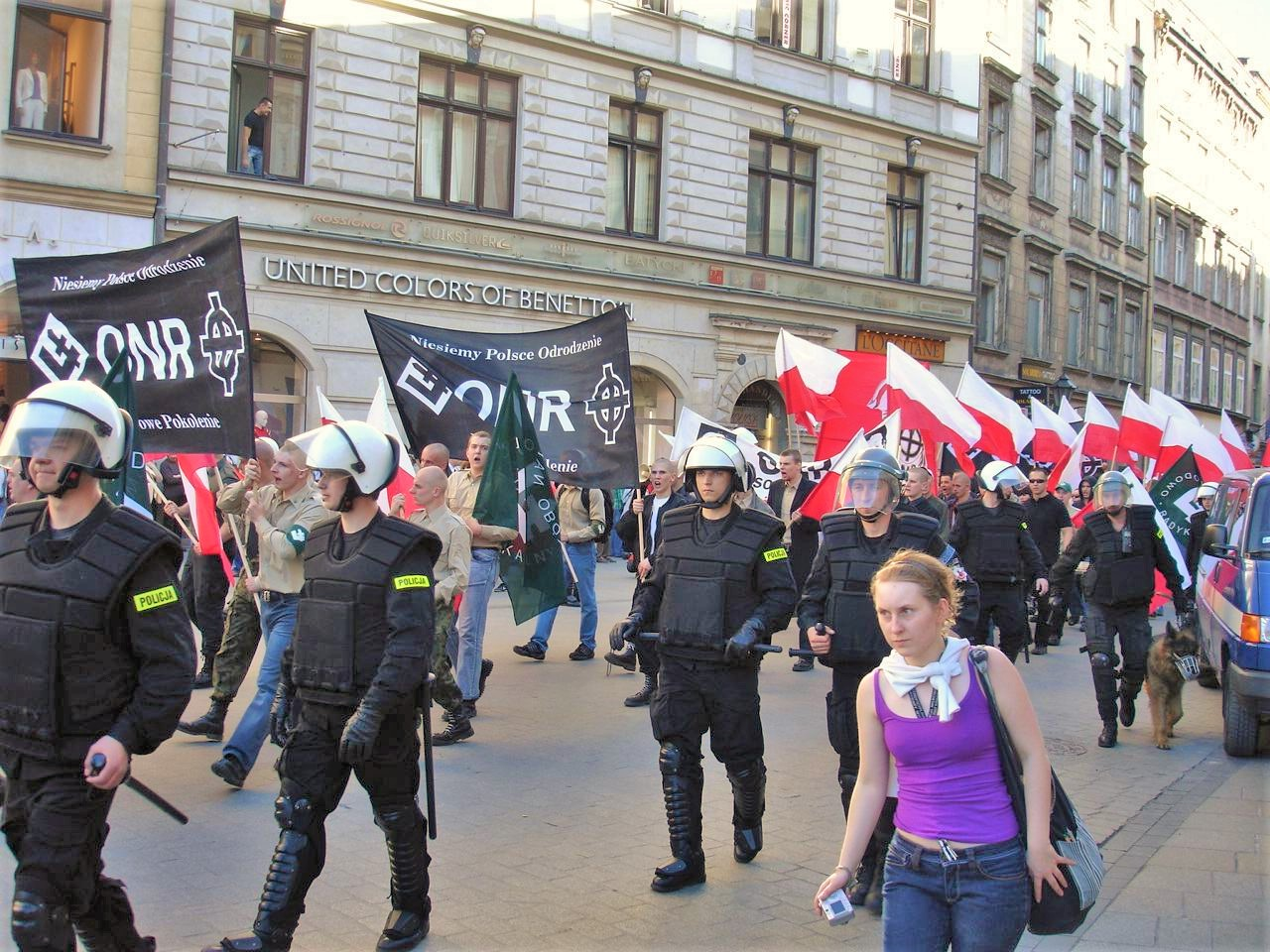
Марш Национально-радикального лагеря, Краков, 2007 г.

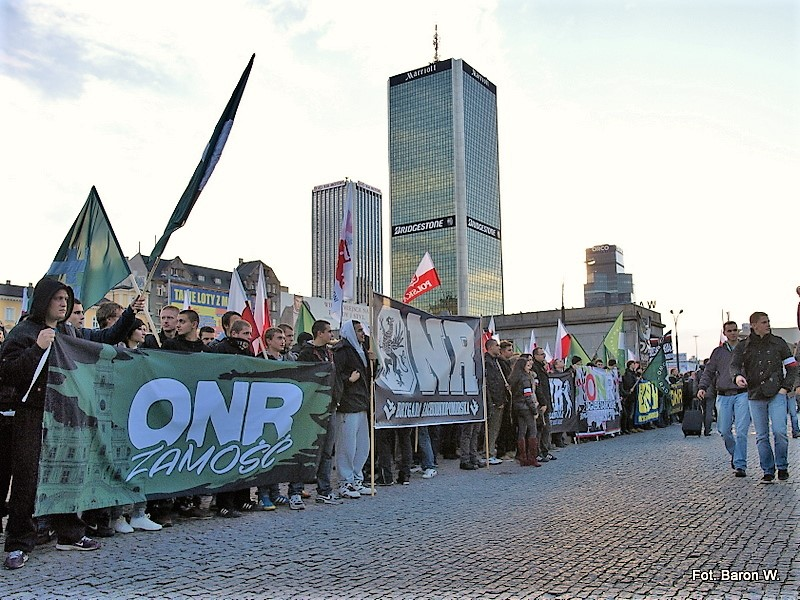
Марш независимости 2013 года

Национально-радикальный лагерь (пол. Obóz Narodowo-Radykalny, ONR) — польская организация крайне правого толка, взявшая себе наименование одноимённой партии, действовавшей в Польше в предвоенные годы. В 2012 году организация прошла государственную регистрацию. В 2005 году организация насчитывала около 200 членов.

## История
В 1993 году были основаны несколько групп нацистского толка в различных городах Польши, которые стали сотрудничать с Национальной партией, Лагерем Великой Польши и другими националистическими польскими организациями. В 1995 году начала свою деятельность так называемая группа «Межва» под управлением Адама Межвы и Адриана Собчика, издававшая газету «Błyskawica». Эта группа исповедовала примитивный национализм. В это же время последователи нацизма провели несколько демонстраций против вступления Польши в НАТО и ЕС и наладили связь с польским общественным деятелем правого движения довоенного времени и членом бывшего Национально-радикального лагеря Зигмунтом Пшетакевичем, который стал их идеологическим лидером. В 1995 году организация взяла себе наименование предвоенного Национально-радикального лагеря.
12 марта 2005 года состоялся Учредительный съезд Национально-радикального лагеря в Ченстохове. 15 апреля 2005 года районный суд в Ополе отклонил заявку на государственную организацию Национально-радикального лагеря. Только после удаления из Устава ссылок на довоенную организацию отделения в Ополе было зарегистрировано. В это же время группа Адама Мержи отделилась от зарегистрированной организации.
На конец 2006 год в организации действовало 17 бригад Национально-радикального лагеря. С апреля 2012 года стал регулярно издаваться печатный орган организации ежеквартальник «Magna Polonia». 22 июня 2008 года в городе Мысленице состоялся марш организации, во время которого участники впервые публично провозгласили «Хайль Гитлер» и «Зиг Хайль», объявив, что эти лозунги являются только лишь выражением антисемитизма.
16 ноября 2013 года состоялся чрезвычайный съезд организации, во время которого был избран новый руководитель организации Александра Крейцканта.
Члены Национально-радикального лагеря принимают активное участие в ежегодном Марше независимости.

## Символика
Национально-радикальный лагерь использует Фалангу как знак своего движения и римское приветствие.

## Деятельность за границей
Некоторые члены Национально-радикального лагеря были участниками вооружённого конфликта в Югославии в 1990-е годы, сражаясь на стороне Республики Сербской.
В 2014 году группа деятелей движения «Фаланга» во главе с Бартошом Бекером, которое в своё время откололось от Национально-радикального лагеря, отправилась добровольцами на фронт войны на юго-востоке Украины, объявив о поддержке ополчения Донбасса и иных пророссийских движений.